# Markus Stenzel

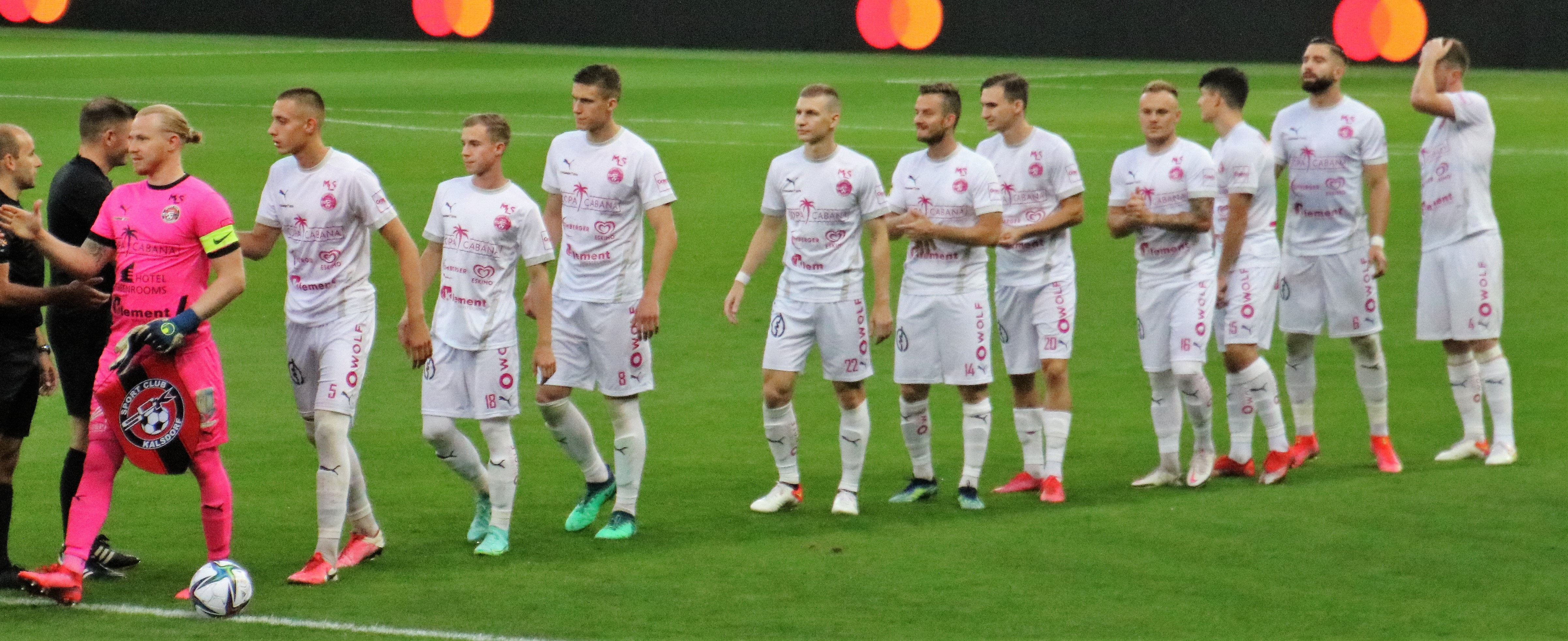
Markus Stenzel (3. v. rechts) hier beim SC Kalsdorf vor der Begegnung mit dem FC Salzburg am 22. September 2021

Markus Stenzel (* 24. Mai 2002 in Leoben) ist ein österreichischer Fußballspieler.

## Karriere
Stenzel begann seine Karriere beim SC Mürzhofen/Allerheiligen. Im Februar 2011 wechselte er zum SV St. Marein/St. Lorenzen. Zur Saison 2014/15 wechselte er in die Jugend des SK Sturm Graz, bei dem er ab der Saison 2016/17 auch in der Akademie spielte.
Zur Saison 2018/19 wechselte er in die Jugend des Stadtrivalen Grazer AK. Im Juni 2019 debütierte er für die zweite Mannschaft des GAK in der siebtklassigen Gebietsliga. Mit dieser stieg er zu Saisonende in die sechstklassige Unterliga auf.
Im Juni 2020 debütierte er bei seinem Kaderdebüt für die erste Mannschaft in der 2. Liga, als er am 24. Spieltag der Saison 2019/20 gegen den SK Austria Klagenfurt in der 80. Minute für Martin Harrer eingewechselt wurde.
Im Juli 2020 erhielt er einen bis Juni 2023 laufenden Profivertrag beim GAK. In zwei Spielzeiten bei den Profis des GAK kam er insgesamt zu neun Zweitligaeinsätzen. Zur Saison 2021/22 wechselte er auf Kooperationsbasis zum Regionalligisten SC Kalsdorf. In der Saison 2021/22 absolvierte er 17 Partien in Kalsdorf in der Regionalliga, zudem spielte er auch achtmal für den GAK in der 2. Liga.
Zur Saison 2022/23 wurde er an den Regionalligisten SC Weiz verliehen. Für Weiz kam er während der Leihe zu 25 Regionalligaeinsätzen. Im Juni 2023 wurde er fest verpflichtet von den Weizern.